# Linia kolejowa Berlin – Lehrte
Linia kolejowa Berlin – Lehrte – linia kolejowa wschód-zachód biegnąca od Berlina przez Lehrte koło Hanoweru. Budowę linii rozpoczęto w 1871 przez Magdeburg-Halberstädter Eisenbahngesellschaft i ukończono 1 lipca 1886 roku.
Linia o długości 239 km, która jest wciąż otwarta, biegnie od dworca Berlin Hauptbahnhof w kierunku zachodnim do Spandau. Od tego miejsca przechodzi przez Rathenow, Stendal, Oebisfelde, Wolfsburg i Gifhorn do Lehrte, gdzie łączy się z linią Hanower – Brunszwik.